# Jurgis Kairys

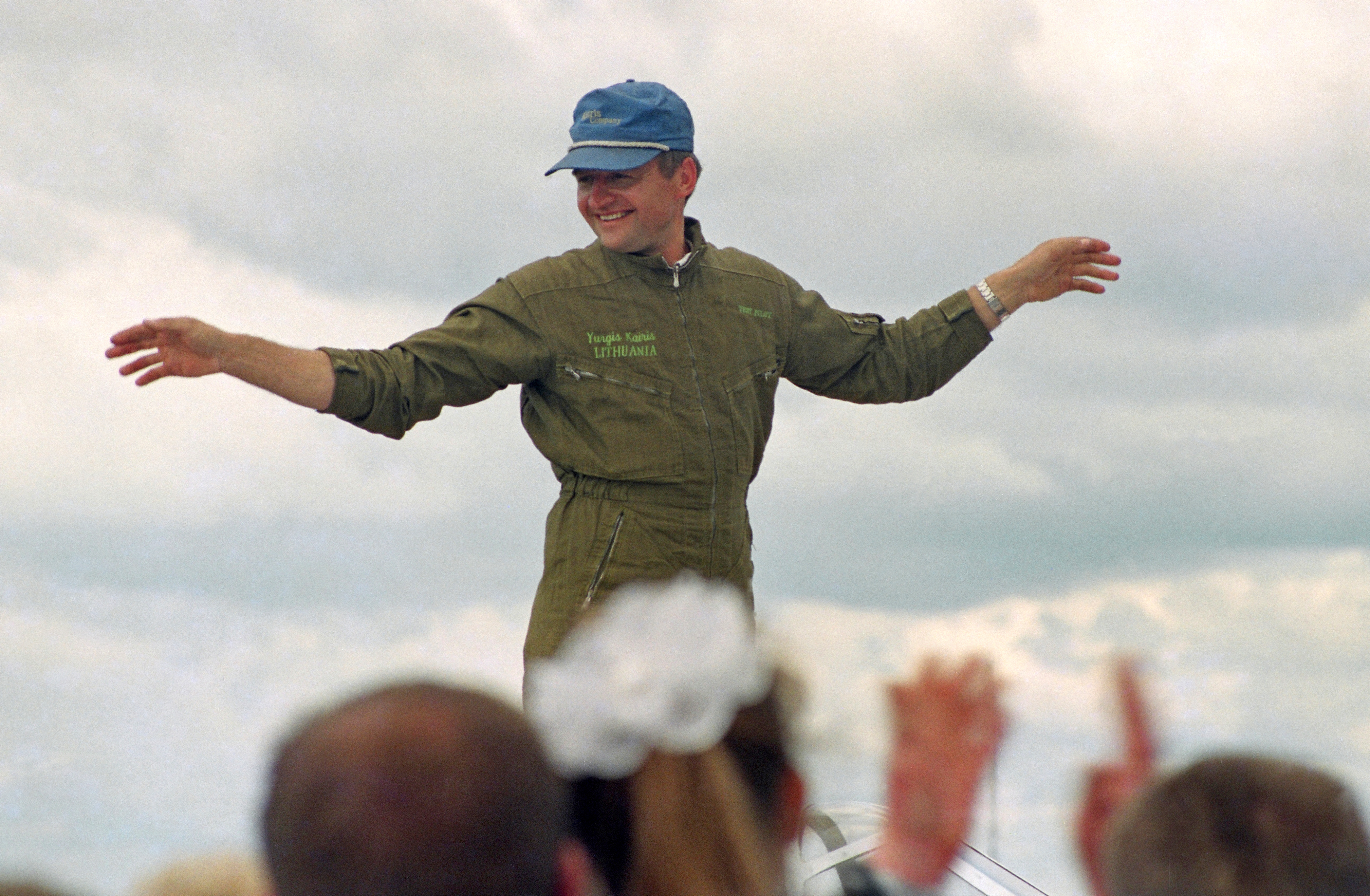
Jurgis Kairys

Jurgis Kairys (Krasnojarsk, Siberië, 6 mei 1952) is een Litouws piloot die in 2003 deelnam aan de Red Bull Air Race World Series. Hij vloog alleen de eerste race in Zeltweg, Oostenrijk en behaalde hier een tweede plaats. Voor de resultaten van deze race werden echter geen punten uitgereikt door het overschrijden van de tijdlimiet. Na deze race heeft Kairys nooit meer in de Red Bull Air Race gevlogen.